# Elisabeth Söderström
Elisabeth Anna Söderström (7 de maig de 1927 – 20 de novembre de 2009) va ser una soprano i directora d'òpera sueca.
Considerada una de les més versàtils i exquisides cantants i actrius de la seva era en repertori rus, eslau, mozartià i modern, va ser particularment admirada a Suècia i el Regne Unit, on va rebre una condecoració honorària CBE el 1985.

## Trajectòria
Nascuda a Estocolm de pare suec (el frustrat tenor i empresari Emmanuel Söderström) i mare russa (la cantant i pianista Anna Palasova, que havia fugit de la Revolució russa i de qui va aprendre l'idioma), Söderström va rebre els primers estudis musicals d'Andrejeva von Skilondz, que havia pertangut a l'Opera Imperial Russa i que després es va integrar a la Reial Acadèmia de Música a Estocolm.
Va fer el seu debut el 1947 al Teatre de Drottningholm amb Bastien und Bastianne, de Mozart. Des del 1949 al 1980, la Reial Òpera de Suècia va ser la seva llar, però freqüentment va actuar en alguns dels més grans teatres d'òpera del món, com el Covent Garden, el Wiener Staatsoper, el Festival de Salzburg, el Festival de Glyndebourne, el Festival d'Edimburg, etc. També va ser una visitant regular dels estudis d'enregistrament. A Glyndebourne va debutar el 1957 com el Compositor a Ariadne auf Naxos, afegint-hi després Octavian, d'El cavaller de la rosa i la Comtessa Madeleine de Capriccio, de Richard Strauss.
Entre 1959 i 1964 Söderström va actuar en el Metropolitan Opera de Nova York, on va debutar com a Susanna en Les noces de Fígaro i on tornaria el 1983-87, completant 85 funcions com la comtessa de Fígaro, Sophie, a Faust (Gounod), El cavaller de la rosa (al costat de Christa Ludwig i Lisa della Casa el 1960 i el 1962 al costat de Régine Crespin dirigides per Lotte Lehmann i el 1983 i 1987 com la Mariscala), Margarita en Faust, Adina en L'elisir d'amore, Musetta en La Boheme, el Compositor en Ariadne auf Naxos, i Rosalinde en Die Fledermaus.
La seva última actuació en els escenaris va ser el 1999, interpretant la comtessa a La dama de piques, al Metropolitan Opera, al costat de Plácido Domingo i Dmitri Hvorostovsky. Als Estats Units va ser favorita a l'Òpera de San Francisco, Òpera de Santa Fe i Dallas, on va estrenar The Aspern Papers, de Dominic Argento, al costat de Frederica von Stade.

## Discografia
Òperes
- Debussy - Pelléas et Mélisande (Boulez 1970 / George Shirley, Donald McIntyre, Minton)
- Gluck - Orfeu ed Euridice (Leitner 1964 / Dietrich Fischer-Dieskau, Pütz)
- Gounod - Faust (1959 / Jussi Björling, Cessés Siepi, Merrill, Votipka)
- Hindemith - Cardillac (Keilberth 1968 / Fischer-Dieskau, Kirschstein, Grobe, Kohn)
- Humperdinck - Hänsel und Gretel (Pritchard 1978 / Ileana Cotrubas, Frederica von Stade, Ludwig, Welting)
- Janáček - Jenůfa (Mackerras 1982 / Randova, Ochman, Dvorsky)
- Janáček - Kàtia Kabànova (Mackerras 1976 / Dvorsky, Kniplova)
- Janáček - Věc Makropulos (Mackerras 1978 / Dvorsky, Blachut)
- Monteverdi - L'Incoronazione di Poppea (Harnoncourt 1974 / Helen Donath, Berberian, Esswood, Equiluz, Hansmann, Langridge)
- Mozart - Li Nozze di Figaro (Otto Klemperer, 1971 / Evans, Margaret Price, Reri Grist, Bacquier, Teresa Berganza)
- Pergolesi - Il Maestro di Musica (Gardelli 1955 / Sellergen, Ohlson, Hallgren)
- Strauss - Der Rosenkavalier - (Varviso 1964 / Régine Crespin, Güden)

Sacra
- Beethoven - Missa Solemnis (Klemperer)
- Britten - War Requiem (Rattle)
- Janáček - Glagolitic Mass (Mackerras)
- Nielsen - Paul og David (Horenstein)

Lieder
- Alfven - Symphony No. 4 (Westerberg)
- Britten - Les Illuminations (G. Levine)
- Mahler - Das klagende Lied (Boulez)
- Rachmaninov - Lieder (Ashkenazy)
- Schubert - Goethe-Lieder (Badura-Skoda)
- Shostakovitch - From Jewish Folf Poetry/Symphony No. 15 (Haitink)
- Sibelius - Lieder (Ashkenazy)
- Strauss - Vier letzte Lieder (Armstrong)
- Tchaikovsky - Lieder (Ashkenazy)
- Zemlinsky - Lyrische Symphonie (Klee)